# Торонто (Јужна Дакота)
Торонто (енгл. Toronto) град је у америчкој савезној држави Јужна Дакота.

## Демографија
По попису из 2010. године број становника је 212, што је 10 (5,0%) становника више него 2000. године.
| Група             | 2000.       | 2010.       |
| Белци             | 198 (98,0%) | 195 (92,0%) |
| Афроамериканци    | 1 (0,5%)    | 0 (0,0%)    |
| Азијати           | 0 (0,0%)    | 0 (0,0%)    |
| Хиспаноамериканци | 0 (0,0%)    | 9 (4,2%)    |
| Укупно            | 202         | 212         |